# Sofia Polgár
Zsófia Polgár (AFI: [ˈʒoːfiɒ ˈpolgaːr]) é uma enxadrista húngaro-canadense, irmã do meio das famosas enxadristas Susan (ex-campeã mundial) e Judit Polgar (melhor enxadrista de todos os tempos)

## Carreira
Assim como suas irmãs, Zsófia aprendeu xadrez muito cedo através de um experimento educacional preparado por seu pai László Polgár, que tentou provar que crianças podem obter resultados excepcionais se treinados num assunto específico desde cedo. "Gênios são feitos, e não nascidos" era a tese de László. Ele e sua esposa Klara educaram as meninas em casa, com o xadrez sendo o assunto específico. Eles também ensinaram a suas filhas Esperanto e tênis de mesa.
Em 1989, aos 14 anos, ela abalou o mundo do xadrez com sua performance no torneio de Roma, que ficou conhecido como "O saque de Roma" .  Ela venceu o torneio, que incluia vários Grandes Mestres, com um resultado de 8.5 de 9, o que produziu um rating de 2928.  Até 2006, este foi de longe o melhor resultado de uma mulher, em torneios com participantes de ambos os sexos.